# Santiago Betbeder
Santiago Betbeder fue un hacendado de origen francés que se asentó en la República Argentina. Fue padre del vicealmirante y ministro de Marina Onofre Betbeder.

## Biografía
Santiago Betbeder nació en Francia, siguiendo la carrera de las armas. Actuó con el grado de sargento mayor de infantería en la guerra de Crimea (1853-1856), finalizada la cual emigró a la Argentina.
En 1858 se encontraba ya radicado a la vera del fuerte Constitución, futura Villa Mercedes, en la provincia de San Luis, en el límite con el territorio controlado por los indios ranqueles.
Uno de los fundadores de la villa, cultivaba una vasta extensión de tierra y se lo recuerda por haber efectuado grandes plantaciones de álamos a la vera del río para evitar el desmoronamiento de la barranca en las inmediaciones de la población, en época de grandes crecientes.
En varias oportunidades actuó en defensa de la villa durante el ataque de montoneras o malones. En 1863 dio muerte de un tiro de escopeta al montonero Juan Gregorio Puebla en el momento en que al frente de un malón junto al cacique Mariano Rosas llegaba al centro del fuerte, consiguiendo que los atacantes se dieran a la fuga.
Betbeder relataría 

"Entre los pocos que estábamos en la trinchera, no teníamos más armas de fuego que mi escopeta. Un vecino y compatriota tenía otra escopeta muy buena pero cuando los indios hicieron oír sus alaridos desapareció refugiándose en el interior de su casa. Un alemán, llamado Mateo, tenía un fusil de chispa al cual se le había tapado el oído y no hacía fuego (...) Al tal Puebla yo no lo conocía ni ninguno de los que allí estábamos y si yo lo elegí como blanco fue porque venía a la cabeza blandiendo su lanza amenazadora e insultándome."

Tras la conquista del Desierto fue uno de los primeros pobladores de la región incorporada al sur de la Villa, destacándose por ser el primero en el cultivo de la alfalfa.
Estaba casado con la puntana Rosario Lucero, con quien tuvo al menos un hijo, el destacado marino Onofre Betbeder.